# Daniel Komen
Daniel Kipngetich Komen (Distrito de Marakwet, 17 de maio de 1976) é um fundista e meio-fundista queniano.
Ele é detentor do recorde mundial dos 3000 metros (7:20.67) e por duas milhas (7:58.61).